# Marc Van Asch
Marc Van Asch (19 juli 1954) is een Belgisch advocaat en politicus voor de CD&V. 

## Levensloop
Bij de gemeenteraadsverkiezingen van 2006 werd hij verkozen vanop de 12e plaats met 476 voorkeurstemmen op de kieslijst van het Valentijnskartel.
Van Asch legde op 2 augustus 2007 de eed af als burgemeester van Vilvoorde en volgde in deze hoedanigheid Jean-Luc Dehaene op. In 2011 kwam hij in opspraak toen zijn advocatenbureau succesvol de rechten verdedigde van een OCMW-cliënte met betrekking tot een vermeend schijnhuwelijk, ondanks een weigering van het stadsbestuur dit huwelijk te erkennen op basis van een advies van de DVZ. Later werd de klacht 'belangenvermenging' verworpen door de Brusselse stafhouder.
Van 2004 tot 2012 cumuleerde hij 5 à 8 mandaten, waarvan 1 à 6 bezoldigd.
Sinds 2015 is hij bestuursrechter bij het Milieuhandhavingscollege.